# Кістки (2 сезон)
Другий сезон американського детективного телесеріалу «Кістки» про роботу судових антропологів та ФБР з Емілі Дешанель і Девідом Бореаназом в головних ролях. Другий сезон, прем'єра якого відбулася на каналі Fox 30 серпня 2006 року, а заключна серія вийшла 16 травня 2007 року, складається з 21 епізоду.  Шоу виходило в середу о 20:00 за східним часом протягом усього сезону. Сезон в середньому мав аудиторію 9,4 мільйона глядачів.

## В ролях
Основна стаття: Список персонажів телесеріалу «Кістки»
Тамара Тейлор приєдналася до акторського складу цього сезону після відходу Джонатана Адамса. Тейлор вперше з'явилася в перших шести епізодах сезону як запрошена зірка, після чого її було підвищено до регулярного складу, й вона з'явилася титрах, починаючи з 7 епізоду.
З 11 епізоду сезону «Юда на стовпі», в серіал повертається Патриція Белчер у ролі Керолайн Джуліан. Тоді ж у ролі батька Темперанс Макса Кінана дебютує Раян О'Ніл.
Також серіал покинули декілька головних та другорядних персонажів з першого сезону: Деніел Гудман (Джон Адамс), Сем Кален (Джон М. Джексон), Сід Шапіро (Heavy D).

### Основний склад
- Емілі Дешанель — доктор Темперанс «Кістка» Бреннан
- Девід Бореаназ — спеціальний агент Сілі Бут
- Мікаела Конлін — Енджела Монтенегро
- Ерік Міллеган — доктор Зак Едді
- Ті Джей Тайн — доктор Джек Ходжінс
- Тамара Тейлор — доктор Кемілла «Кем» Сароян

### Другорядний склад
- Едді МакКлінток — Тім «Саллі» Салліван
- Патриція Белчер — Керолайн Джуліан
- Стівен Фрай — доктор Гордон Ваятт
- Нейтан Дін — спеціальний агент Чарлі Бернс
- Раян О'Ніл — Макс Кінан
- Джессіка Кепшоу — Ребекка Стінсон
- Хіт Фріман — Говард Еппс
- Тай Паніц — Паркер Бут
- Кріс Коннер — Олівер Лор'є
- Біллі Гіббонс — батько Енджели
- Девід Грінман — Маркус Гаєр
- Денні Вудберн — Алекс Радзивілл

## Епізоди
| № серії(загалом) | № серії (в сезоні) | Назва серії                                                                               | Режисер(и)              | Сценарист(и)                     | Оригінальна дата показу | Код серії | Глядачів |
| --- | ------------------ | ----------------------------------------------------------------------------------------- | ----------------------- | -------------------------------- | ----------------------- | --------- | -------- |
| 23 | 1                  | «The Titan on the Tracks» «Титан на колії»                                                | Тоні Варнбі             | Гарт Генсон                      | 30 серпня 2006 року     | 2AKY01    | 8,61     |
| Бреннан і Бут досліджують місце аварії поїзда, у якій загинула популярна сенаторка. Тіло бізнесмена знаходять у авто на залізничних коліях, і на перший погляд це очевидне самогубство. Досліджуючи можливий зв'язок між двома жертвами, Бреннан та її команда виявляють, що підприємець ще живий, але важко поранений, у місцевій лікарні, а тіло на місці належить іншій особі. Розслідування ускладнюється, коли розкриваються подробиці особистого життя чоловіка, що веде Бреннан і Бута до приватного детектива, який може зберігати ключову інформацію. Тим часом Бреннан знайомиться з доктором Каміллою Сароян, першокласним патологоанатомом, яку прийняли на посаду керівника криміналістики в Джефферсон, а що ще важливіше — начальника Бреннан. Кем знайома з Бутом, і в минулому Їх поєднувала далеко не дружба. Тим часом єдиний свідок зникнення батьків Темперанс вбитий у в'язниці, й сліди ведуть до її батька. Також Бут переконує Бреннан вперше відвідати могилу матері де та знаходить ще один «привіт» від батька. |                    |                                                                                           |                         |                                  |                         |           |          |
| 24 | 2                  | «Mother and Child in the Bay» «Мати та дитина в затоці»                                   | Хесус Сальвадор Тревіно | Стефан Нейтан                    | 6 вересня 2006 року     | 2AKY02    | 9,13     |
| Бут і Бренан досліджують останки жінки та її ненародженої дитини, викинуті на узбережжя затоки Делавер. Тіло ідентифікують, як Карлі Річардсон, вагітну молоду жінку, таємниче зникнення якої рік тому стало головною національною новиною. Втім, зник і безпосередній головний підозрюваний, чоловік Річардсон. Розслідування відкриває таємниці особистого життя "вдівця" та виходить на дуже несподіваного злочинця. Тим часом Бут конфліктує з Ребеккою, мамою його сина, через те що вона дозволяє Паркеру проводити забагато часу зі своїм новим хлопцем. |                    |                                                                                           |                         |                                  |                         |           |          |
| 25 | 3                  | «The Boy in the Shroud» «Хлопчик в савані»                                                | Сенфорд Букстевер       | Гері Гласберг                    | 13 вересня 2006 року    | 2AKY03    | 8,59     |
| Після аварії сміттєвоза серед його вантажу знаходять тіло хлопця у савані з трояндою в руках, що натякає на сюжет "Ромео та Джульєтти". Після того, як Енджела ідентифікувала загиблого хлопчика, команда припускає, що головним підозрюваним є дівчина хлопця, Келлі, яка є продуктом системи усиновлення. Бреннан співпереживає, оскільки вона також перебувала у ній. Підозри приводять до волонтерів,що допомагають вуличним дітям, але один з них має темне минуле. Тим часом Бреннан і Кем борються за владу, змагаючись у стилях роботи. Кем погрожує звільнити Бреннан, навіть якщо це коштуватиме їй усієї команди. |                    |                                                                                           |                         |                                  |                         |           |          |
| 26 | 4                  | «The Blonde in the Game» «Блондинка у грі»                                                | Браян Спайсер           | Ноа Хоулі                        | 20 вересня 2006 року    | 2AKY04    | 7,55     |
| Знайдений скелет молодої дівчини, і, повернувшись до лабораторії, команда визнає, що це не звичайне вбивство, а справа Говарда Еппса, з яким команда зіткнулася в першому сезоні, серійним вбивцею засудженим до смертної кари. Він залишив сліди, що ведуть до іншого тіла, вбитого лише тиждень тому. Бреннан та її команда намагаються розшифрувати загадкові підказки Еппса, намагаючись у відчайдушних зусиллях знайти його спільника, який вбивав за Еппса. Коли вони розуміють, що ще одна жертва може бути живою, команда змагається з часом, щоб спробувати знайти молоду дівчину до того як вона загине. |                    |                                                                                           |                         |                                  |                         |           |          |
| 27 | 5                  | «The Truth in the Lye» «Правда в лузі»                                                    | Стівен ДеПол            | Скотт Віл'ямс                    | 27 вересня 2006 року    | 2AKY05    | 7,80     |
| На будівельному майданчику знайдені жахливі останки людини, що розчиняються у ванні з їдкими хімікатами. ідентифікуючи чоловіка вони розуміють, що той жив подвійним життям у двох різних сім'ях. Спочатку це здається явним випадком ревнощів та жаги грошей від страхування однієї з дружин, нові підказки відправляють Бреннан та Бута у зовсім інший бік, й з'являється третій підозрюваний. Тим часом Бреннан стикається з Ребеккою з приводу її недавніх суперечок з Бутом й причин через які вона відхилила пропозицію Бута про одруження. |                    |                                                                                           |                         |                                  |                         |           |          |
| 28 | 6                  | «The Girl in Suite 2103» «Дівчина в номері 2103»                                          | Карен Гавіола           | Крістофер Емброуз                | 4 жовтня 2006 року      | 2AKY06    | 8.10     |
| Бреннан і Бут викликані на місце вибуху в готелі у Маямі, де кілька людей були або поранені, або загинули, включаючи невпізнане тіло, яке було спалене, й може вважається як жертвою вибуху так і винуватцем. Спочатку вибух вважається справою колумбійського наркокартелю, який має намір помститись судді з Колумбії Долорес Рамос, що пережила вибух. Дипломатичний імунітет підозрюваних та чиновник Державного департаменту США Алекс Радзівіл перешкоджають розслідуванню Бреннана та Бута. |                    |                                                                                           |                         |                                  |                         |           |          |
| 29 | 7                  | «The Girl with the Curl» «Дівчинка с кучерями»                                            | Томас Дж. Райт          | Карін Розенталь                  | 1 листопада 2006 року   | 2AKY07    | 7,33     |
| Бреннан і Бут розслідують смерть Бріани Суонсон, маленької королеви краси, розкладені останки якої виявлені на установці фільтрації води. Батько Бріани є першим підозрюваним, але нові підказки ведуть деінде. Бреннан і Бут досліджують танцювальну школу Бріани, де вони знаходять нову інформацію, яка веде до кількох підозрюваних. Тим часом Ходжинс набирається сил, щоб запросити Енджелу на побачення. Спочатку вона відмовляється через їхнє становище колег, але, звернувшись за порадою до Бреннан і Кем, погоджується піти. |                    |                                                                                           |                         |                                  |                         |           |          |
| 30 | 8                  | «The Woman in the Sand» «Жінка в пісках»                                                  | Кейт Вудс               | Елізабет Бенджамін               | 8 листопада 2006 р      | 2AKY08    | 7,52     |
| Команда вирушає до околиць Лас-Вегаса, щоб розслідувати вбивство зниклого федерального прокурора та, як виявила Темперанс, пов'язане з цим вбивство жінки-боксера. Допитуючи підозрюваного в казино, Бут опиняється віч-на-віч зі своєю давньою залежністю: азартними іграми. Він і Кості йдуть під прикриттям як пара, щоб потрапити на нелегальний бій, щоб з'ясувати, хто або що вбив жертв. |                    |                                                                                           |                         |                                  |                         |           |          |
| 31 | 9                  | «Aliens in a Spaceship» «Інопланетяни в космічному кораблі»                               | Крейг Росс мол.         | Джанет Тамаро                    | 15 листопада 2006 року  | 2AKY09    | 7,83     |
| Команда розслідує вбивство двох викрадених хлопчиків, близнюків-підлітків. Хлопців помістили в капсулу, схожу на космічний корабель, і заживо поховали під землею. Незабаром Бреннан і Ходжинс теж стають жертвами цього ж злочинця, відомого як «Могильник». Бут та решта команди мають знайти їх до того як у авто закінчиться кисень. Врешті завдяки геніальності Ходжинса та Зака Едді, Буту вдається дізнатись місце «поховання» й урятувати колег. Справа «Могильника» не закінчується цією серією (розслідування було продовжене в епізоді 4 сезону «Герой у трюмі»). На веб -сайті Fox Network спочатку відображався короткий зміст епізоду, який містив оригінальне закінчення, де «Могильником» виявилась жінка-репортер, яка була співавтором книги про «Могильника», написаної колишнім агентом ФБР Томасом Вегою. Сюжет пізніше було переглянуто, щоб продовжити історію, в якій Могильник, поки що, невпізнаний, а сцену замінено моментами возз'єднання персонажів. |                    |                                                                                           |                         |                                  |                         |           |          |
| 32 | 10                 | «The Headless Witch in the Woods» «Безголова відьма у лісі»                               | Тоні Варнбі             | Стефан Нейтан та Карін Розенталь | 29 листопада 2006 року  | 2AKY10    | 8,66     |
| Бреннан і Бут проводять розслідування, коли в лісі знаходять труп без голови разом із лякаючою відеокасетою подій у ніч вбивства. Тим часом Ходжінсу та Анжелі доручено знайти будь -яку можливу інформацію на відео. Сюжет епізоду частково є пародією на відомий фільм жахів зі знайденими кадрами, проект «Відьма Блер», де навіть відомий антагоніст (відьма Блер) фільму, представлений як легенда в цьому епізоді (тут іменована як «Меґі Синдерс»). Підозрювані у вбивстві стверджують, що «Меггі» вбила жертву, і Бреннан навіть знаходить другу, невстановлену голову, яка, здається, підтверджує це твердження. Наприкінці епізоду, після того, як вбивцю спіймали, Ходжінс та Анжела з полегшенням вимикають відео, але потім вони помічають силует жіночої фігури без голови з сокирою, що прямує до жертви безпосередньо перед тим, як її вбили. Злякавшись, вони обидва пропонують, ймовірно, правильні та раціональні теорії, що пояснюють це, і Енджела злякано запитала Ходжінса в кінці: «Чи можу я залишитися у тебе сьогодні ввечері?», Що очевидно приємно Ходжінсу. |                    |                                                                                           |                         |                                  |                         |           |          |
| 33 | 11                 | «Judas on a Pole» «Юда на стовпі»                                                         | Девід Духовни           | Гарт Генсон                      | 13 грудня 2006 року     | 2AKY11    | 8,62     |
| Зак захищає дисертацію, щоб отримати докторську ступінь, і просить допомоги у Енджели, коли розуміє, що не виглядає як серйозний вчений. Тим часом Бута і Бреннан викликають на місце події, де було знайдене випатране, спалене і повішене, як опудало тіло чоловіка, на даху готелю, де звичайно розміщували свідків ФБР. Бут вважає, що жертва була стукачем, який працював на організовану злочинність. Брат Бреннан, Расс, повідомляє про телефонний дзвінок, який він отримав від батька, що попередив його про те, що вони обидва в небезпеці. Незабаром після цього священник, який стверджує що є давнім другом Макса Кінана, зв'язується з Бреннан, повідомляючи їй, що батько наполягає, щоб вони з Бутом припинили свої розшуки. Команда Бреннан визначає, що знайдене тіло насправді належало колишньому агенту ФБР, розплутуючи справу вони виявляють, що жертва, стежила за Рассом та планував його убивство, а ймовірним вбивцею є Макс Кінан - батько Бреннанів. Розслідування приводить команду до справи тридцятирічної давності, де у вбивстві агента ФБР було звинувачено та засуджено до довічного ув'язнення афроамериканського громадського діяча, батько надає Бреннан свідчення, що у ФБР того часу були перевертні, які й організували підробку свідчень та доказів. Бут та Бреннан проводять нове обстеження тіла жертви й повністю виправдовують несправедливо обвинуваченого, чим ставлять свої кар'єри під удар. Врешті решт герої перемагають, розкриваючи змову усередині ФБР, батько відкривається Темперанс, Расс - не помер від замаху, а на даху того самого готелю знаходять нове тіло, замдиректора ФБР, що й очолював змовників. |                    |                                                                                           |                         |                                  |                         |           |          |
| 34 | 12                 | «The Man in the Cell» «Мужчина в клітці»                                                  | Хесус Сальвадор Тревіно | Ноа Хоулі                        | 31 січня 2007 року      | 2AKY12    | 12.40    |
| У в'язниці де перебуває Говерд Еппс пожежа, Бута і Бреннан відправляють щоб ідентифікувати останки ув'язненого. На їхнє здивування, обгорілі останки не належать Еппсу, ймовірно він й спровокував пожежу та вбив одного з пожежників, для того щоб у його одязі втекти з камери. Незабаром сам злочинець повідомляє команду, що віднині усі його злочини будуть на їх совісті. Першою жертвою стала колишня дружина Еппса, частини тіла якої він використав для того щоб загрожувати команді: серце щоб налякати Енджелу, голову - для того щоб натякнути Буту що може дістатись до Паркера та для того щоб отруїти Кем, тіло - щоб підірвати Зака. Проте команда розгадує його план та переграє його, рятуючи своїх. Еппс намагаючись дістатись до Бреннан - гине падаючи з її балкону, хоча Бут і намагався його врятувати. |                    |                                                                                           |                         |                                  |                         |           |          |
| 35 | 13                 | «The Girl in the Gator» «Дівчина в алігаторі»                                             | Аллан Крокер            | Скотт Віл'ямс                    | 7 лютого 2007 року      | 2AKY13    | 12,57    |
| У болотах Еверглейд (Флорида) вбито алігатора, що доїдав чиюсь ногу. Бута та Бреннан викликають на місце злочину. Проте Сілі неочікувано зривається й розстрілює голову клоуна, що прикрашає фургон з морозивом. Темперанс їде до Флориди не сама, у напарники їй дають агента Тіма Саллівана, на прізвисько "Саллі", давнього друга Бута, який недавно втратив напарника. Бреннан спочатку незадоволена, як їй здається, несерйозним ставленням Саллі до роботи, проте потім вони все таки "притираються" один до одного. Більше того Саллі відверто зацікавлений в набагато ближчих ніж дружба стосунках з Темперанс. В ході розслідування виявляється, що жертва знімалася у відео «для дорослих», чи має якийсь стосунок до її смерті місцевий «порномагнат»? Тим часом Бута змушують пройти співбесіду з психіатром, яким виявляється англієць Гордон Гордон Ваятт (Стівен Фрай). А Енджела робить одну важливу помилку, яка вартує життя, не зовсім, винній людині. |                    |                                                                                           |                         |                                  |                         |           |          |
| 36 | 14                 | «The Man in the Mansion» «Чоловік в маєтку»                                               | Дуайт Літтл             | Крістофер Емброуз                | 14 лютого 2007 року     | 2AKY14    | 12,28    |
| Коли мільйонера та благодійника Джефферсонівського інституту знаходять убитим, команда має з'ясувати, хто убивця. Усі сліди ведуть до притулку для колишніх злочинців та наркоманів. Проте справу ускладнює Ходжінс, який приховує не тільки своє знайомство з убитим та його сім'єю, але й факт минулого роману з удовою убитого, що дає «козирі» захисту й змушує команду спробувати працювати без нього, й шукати нові докази, до роботи над якими не було залучено Ходжінса. Тим часом Бут продовжує зустрічатися з психотерапевтом, а стосунки Браннан та Саллі отримують продовження. |                    |                                                                                           |                         |                                  |                         |           |          |
| 37 | 15                 | «Bodies in the Book» «Трупи з книги»                                                      | Крейг Росс мол.         | Карін Розенталь                  | 14 березня 2007 року    | 2AKY15    | 10,36    |
| Три окремі тіла знайдені вбитими саме так, як Бреннан написала у своїй новій книзі. Однак метод вбивці кожного разу був різним, що змусило команду повірити, що це не один, а три вбивці. Бут і Саллі непокояться про Бреннан, а вона наполягає, що може подбати про себе. Це посилює напругу між Саллі та Бреннан, погіршуючи їх відносини. Бут намагається їм допомогти, проте, з парою все гаразд. В кінці епізоду Саллі і Бреннан миряться і цілуються, а Бут, відходячи, сумно озирається. |                    |                                                                                           |                         |                                  |                         |           |          |
| 38 | 16                 | «The Boneless Bride in the River» «Наречена без кісток в річці»                           | Тоні Варнбі             | Гері Гласберг                    | 21 березня 2007 року    | 2AKY16    | 10,47    |
| Під час відпустки Бреннан, знаходять тіло жінки з видаленими кістками, Буту доводиться перервати її «романтичну усамітненість» із Салі. Розслідування приводить до агенції з «імпорту» дружин, захопленого китайською культурою злочинця та до стародавнього китайського звичаю «посмертного весілля» Команда опитує людей, які знали жінку, але всі вони, здавалося, щось приховують. Тим часом Салі каже Темперанс, що він купив човен і, наприкінці справи, поїде на рік, щоб відвідати Кариби; він просить Бреннан взяти відпустку і поїхати з ним. Наприкінці епізоду Салі відпливає у своєму новому човні «Температура», а Бреннан махає рукою на прощання, оскільки вона вирішила не їхати. |                    |                                                                                           |                         |                                  |                         |           |          |
| 39 | 17                 | «The Priest in the Churchyard» «Священник на кладовищі»                                   | Скотт Лотанен           | Лайла Олівер                     | 28 березня 2007 року    | 2AKY17    | 10,58    |
| Бреннан і Зак досліджують трупи, які були вимиті водою з могил через вибух водопроводу на старому кладовищі на території церкви Святої Агати. Однак, коли вони ідентифікують окремі тіла, які потрібно повернути на належне місце, виявляється, що один скелет відрізняється. Отець Донлан, який керує церквою, каже, що всі ці тіла були поховані щонайменше 50 років, і все ж Бреннан вважає, що одне з них було поховано п'ять років тому без труни. Коли підтверджується, що покійний був убитий, Бут і Бреннан допитують священників та адміністратора церкви і сперечаються про правомірність релігії. |                    |                                                                                           |                         |                                  |                         |           |          |
| 40 | 18                 | «The Killer in the Concrete» «Вбивця в бетоні»                                            | Джефф Вулноф            | Дін Уайденменн                   | 4 квітня 2007 року      | 2AKY18    | 10,53    |
| Залишки тіла виявлені в бетоні, і Бут здогадується, що жертва пов'язана з босом організованої злочинності. Коли Бут підозрює оголошеного мертвим колишнього зловмисника (Х'ю Кеннеді), можливо ще живого, він зв'язується з мисливцем за головами, який знайшов те, що залишилося від його останків (відрізану ногу). Коли Бут подорожує до Балтимора, щоб знайти вбивцю, його нокаутує сам Кеннеді, але незабаром він тікає, залишаючи Бута відносно неушкодженим. Тим часом відчужений батько Бреннан відвідує її. Пізніше Бреннан звертається до свого батька, щоб той відшукав Бута, не почувши його. Коли вони добираються до Балтимора, вони виявляють готельний номер Кеннеді та мисливця за головами всередині. Бреннан стає жорстокою з нею, коли вона виявляє зуб Бута в коридорі, запідозривши причетність мисливця за головами до викрадення її партнера. Тим часом Бута катують колишній суперник злочинності Кеннеді, Галлахер та його напарник. Коли Бут, нарешті, знаходиться в авіаційному ангарі, йому на допомогу приходять Бреннан і Макс. Коли Галлахер намагається втекти, його заарештовує ФБР, яке чекає на вулиці, а його партнер травмується, коли Бут перекидається через крісло. Бут намагається заарештувати Макса навіть у його штаті, враховуючи статус Макса як втікача. Бреннан допомагає її батькові вислизнути. |                    |                                                                                           |                         |                                  |                         |           |          |
| 41 | 19                 | «Spaceman in a Crater» «Астронавт в кратері»                                              | Жано Шварц              | Елізабет Бенджамін               | 2 травня 2007 року      | 2AKY19    | 10,56    |
| Команда досліджує смерть космонавта, який, схоже, впав на Землю з великої висоти. У той час як Бреннан і Бут розпитують його співробітників у Космічному агентстві, Ходжінс висуває теорію про змову з участю інопланетян. Ходжінс просить Анжелу вийти за нього заміж, але вона відмовляється, просячи його продовжувати намагатися. |                    |                                                                                           |                         |                                  |                         |           |          |
| 42 | 20                 | «The Glowing Bones in the Old Stone House» «Кістки-світлячки в старому кам'яному будинку» | Калеб Дешанель          | Стефан Нейтан                    | 9 травня 2007 року      | 2AKY20    | 10,23    |
| Бреннан і Бут викликаються службою внутрішньої безпеки для розслідування місця події у старому кам'яному будинку, де були знайдені кістки що світяться Побоюючись, що останки можуть бути радіоактивними, пара надягає костюми із захисним покриттям і обережно входить у будинок, але радіоактивності немає. Повернувшись до Джефферсоніана, команда досліджує кістки та визначає особу жертви, але немає негайного пояснення, чому останки випромінюють зелене сяйво. З кожною зі своїх спеціальностей вся команда Джефферсоніана приєднується до Бреннана та Бута у пошуках таємниці вбивства, що приводить їх до групи друзів, які в шоці виявляють, що одна з їхніх жертв. Під час розслідування сторінки жертви та їхніх друзів на MySpace разом із фотографіями, відео та блогами, які вони містять, є віртуальним інструментом пошуку відповідей командою Джефферсоніана. Тим часом Ходжінс визнає своє кохання до Анжели дуже незвично.Зрештою, Анжела вирішує зробити пропозицію Ходжінсу, і вони погоджуються одружитися. |                    |                                                                                           |                         |                                  |                         |           |          |
| 43 | 21                 | «Stargazer in a Puddle» «Звіздар в калюжі»                                                | Тоні Варнбі             | Гарт Генсон                      | 16 травня 2007 року     | 2AKY21    | 10,88    |
| Команда працює над пошуком того, як померла Челсі Коул, прихильниця астрономії, яка страждала на синдром Вернера. Тим часом Ходжінс та Анжела готуються до свого весілля. Зака просять служити своїй країні в Іраку. Батько Бреннан, Макс, намагається розповісти їй про своє минуле і презентує їй відео своєї матері 1993 року. Бут і Макс вступають у першу бійку, перш ніж Макс здається під арешт. Розслідування призводить до того, що мати жертви є вбивцею, яка визнає свою провину, зізнавшись, що вона вбила свою дочку -інваліда, думаючи, що вона вмирає сама, побоюючись, що станеться з Челсі, якщо вона помре. Бреннан має протилежне одкровення про матір, визнаючи, що вона зробила те, що зробила з любові. Це має значення для Бреннан через те, що її батьки кинули її в дитинстві, усвідомивши, що зробили це з любові. Після вирішення справи Анжела та Ходжінс готуються до весілля, і Бут ділиться з Бреннаном деякою зворушливою інформацією. Після несподіваного повороту подій Кароліна Джуліан повідомляє подружжю, що Анжела все ще одружена з чоловіком із попередніх стосунків, які, на її думку, були несерйозними. Подружжя рятується від збентеження, залишаючи Бреннан і Бута незручно обличчям один до одного біля вівтаря. |                    |                                                                                           |                         |                                  |                         |           |          |